# Dentiovula azumai
Dentiovula azumai is een slakkensoort uit de familie van de Ovulidae. De wetenschappelijke naam van de soort is voor het eerst geldig gepubliceerd in 1970 door Cate.